# 35. SS-Polizei-Grenadier-Division
Am 10. Februar 1945 wurde die 35. SS-Polizei-Grenadier-Division durch die Umbenennung der SS-Polizei-Brigade Wirth gebildet. Die Division bestand aus den beiden Polizei-Regimentern z. b. V. (zur besonderen Verwendung) sowie Einheiten, die aus Angehörigen der Polizei-Waffen-Schule II Dresden-Hellerau und der SS-Junkerschule Braunschweig aufgestellt worden waren. Die Division kämpfte im April 1945 an der Lausitzer Neiße und ergab sich großenteils im Mai 1945 bei Halbe der Roten Armee. Überreste wurden auf andere SS-Divisionen verteilt.

## Aufstellung und Einsatz
Nachdem die Rote Armee im Januar 1945 bis zur Oder vorgestoßen war, wurden aus verfügbaren bewaffneten Einheiten neue Verbände, darunter auch eine Polizei-Brigade, zwei Regimentern unter Oberstleutnant der Schutzpolizei Wirth gebildet. Im Februar war die Brigade dem XXXX. Panzerkorps unterstellt und nahm an deutschen Gegenangriffen teil, die eingedrungene sowjetische Panzerkräfte einkesseln sollten, was jedoch misslang. Am 10. Februar, während die Brigade im Kampfeinsatz stand, erging vom SS-Führungshauptamt der Befehl, die 35. SS- und Polizei-Grenadier-Division zu bilden. Dafür wurden in der Polizei-Waffen-Schule II Dresden-Hellerau ein Füsilier-Bataillon, eine Nachrichten-, eine Artillerie- und eine Panzerjäger-Abteilung aufgestellt. Dazu kam am 24. Februar die Flak-Abteilung 1203 (mot.) der Heimatluftverteidigung. Ein Versorgungsregiment wurde aus zahlreichen kleineren Einheiten gebildet. Die SS-Junkerschule Braunschweig stellte 120 Mann als Führer ab. Im März verstärkten zwei Volkssturm-Bataillons und das SS-Wachbataillon 4 „Kurmark“ die Division. Am 16. März wurden die beiden Polizei-Regimenter der Ordnungspolizei in SS-Polizei-Regiment 29 bzw. 30 umbenannt. Am nächsten Tag übernahm die Division die Verteidigung eines Frontabschnitts bei Guben.
Ende März 1945 trat das SS-Polizei-Regiment 14, das bisher in Slowenien eingesetzt gewesen war, als drittes Grenadier-Regiment zur Division und am 6. April erfolgte die Umbenennung der drei Regimenter in SS-Polizei-Regimenter 89, 90 und 91. Etwa gleichzeitig wurde die Division dem V. Armeekorps im Befehlsbereich der 4. Panzerarmee zugeteilt.
Die sowjetische Großoffensive zur Umfassung Berlins trennte das V. Armeekorps von der 4. Panzerarmee ab und dieses wurde am 21. April nun der 9. Armee (Heeresgruppe Weichsel) unterstellt. Gleichzeitig teilte sich die Division in zwei Kampfgruppen auf. Während eine Kampfgruppe Stellung an der Neiße bezog, versuchte die andere Lübben zurückzuerobern, wobei das SS-Polizei-Grenadier-Regiment 91 zerschlagen wurde. Schließlich wurden beide Kampfgruppen Ende April beim Versuch, aus dem Kessel von Halbe auszubrechen aufgerieben. Die Überlebenden gerieten überwiegend in sowjetische Kriegsgefangenschaft, einigen wenigen gelang es, sich zur 12. Armee bei Beelitz durchzuschlagen.

## Gliederung
- SS-Polizei-Grenadier-Regiment 89 (I. – III.)
- SS-Polizei-Grenadier-Regiment 90 (I. – II.)
- SS-Polizei-Grenadier-Regiment 91 (I. – II.)
- SS-Polizei-Artillerie-Regiment 35 (I. – III.)
  - SS-Polizei-Füsilier-Abteilung 35
  - SS-Panzerjäger-Abteilung 35
  - SS-Polizei-Pionier-Bataillon 35
  - SS-Polizei-Nachrichten-Abteilung 35
- SS-Versorgungs-Regiment 35
  - SS-Feldgendarmerie-Trupp 35

## Kommandeure
- Februar bis 1. März 1945: SS-Oberführer Johannes Wirth
- 1. März bis 24. April 1945: SS-Standartenführer Rüdiger Pipkorn